# نووالکسیوکا (شهرستان کارماسکالینسکی، باشقیرستان)
نووالکسیوکا (انگلیسی: Novoalexeyevka, Karmaskalinsky District, Republic of Bashkortostan) یک شهرک در شهرستان کارماسکالینسکی استان باشقیرستان کشور روسیه است.